# HSM Vulkanus
De Vulkanus of Vulcanus was de naam van de zesde stoomlocomotief van de Hollandsche IJzeren Spoorweg-Maatschappij (HSM) en tevens de tweede in Nederland gebouwde locomotief. In tegenstelling tot de meeste andere breedspoorlocomotieven was de Vulkanus voorzien van twee aangedreven assen en was de wieldiameter van de achterste loopwielen groter dan de wieldiameter van de aangedreven assen. 
Voor de verlenging van de spoorlijn van Haarlem naar Leiden, keek de HSM uit naar een uitbreiding van het materieelpark. Nadat in 1840 de door Christiaan Verveer vervaardigde Amstel was geleverd, probeerde Christiaan Verveer een vervolgorder bij de HSM te krijgen. Omdat een vervolgorder uitbleef, mede doordat de bouw van de spoorlijn naar Leiden vertraging opliep, begon Christiaan Verveer in 1840 in eigen beheer aan de bouw van een locomotief met twee gekoppelde assen, welke vervolgens aan de HSM te koop werd aangeboden. In 1841 werd deze locomotief, voorzien van de naam Vulkanus of Vulcanus, in dienst gesteld bij de HSM. De locomotief was bestemd voor de goederendienst. 
Nadat het spoor van de Nederlandsche Rhijnspoorweg-Maatschappij (NRS) in de periode 1854-1855 was omgebouwd van breedspoor tot normaalspoor, probeerde de HSM een aantal van de bij de NRS overbodig geraakte jongere breedspoorlocomotieven over te nemen, ter vervanging van de oudste eigen locomotieven. De NRS had deze echter al aan de handelaar B.J. Nijkerk in Amsterdam verkocht. Met deze handelaar kwam de HSM overeen om twaalf locomotieven te ruilen met bijbetaling van 2000 gulden per locomotief. In 1856 werd de Vulkanus geruild tegen de jongere ex-NRS-locomotief 13 Hekla, waarna de Vulkanus werd gesloopt.
| Fabrieksnummer | Naam     | In dienst | Uit dienst | Bijzonderheden              |
| -------------- | -------- | --------- | ---------- | --------------------------- |
| 2              | Vulkanus | 1841      | 1856       | Geruild tegen NRS 13 Hekla. |